# ステパノ・フランクリン
ステパノ・T・フランクリン（Stephen T. Franklin、1946年 - ）は、アメリカのプロセス神学の神学者、哲学者である。福音主義神学とプロセス神学の相互作用の研究で知られている。
東京基督教大学第3代学長。プロセス神学の学者としては数少ない福音主義者の一人である。原語に近い発音は「スティーヴン」であるが、日本語の出版物では「ステパノ」で統一されている。

## 経歴
シカゴ出身。1965年にノースパーク大学を卒業して哲学の学士を取得。その後、シカゴ大学大学院に移り、1965年に哲学と神学を専攻して修士号を取得する。ホワイトヘッドの有機体の神学に基づいた、神学者ラングドン・ブラウン・ギルキーとデイヴィッド・トレイシーと哲学者ポール・リクアーの調和についての学位論文で、1976年に哲学博士号を取得。
ホイートン・カレッジやウィリアム・レインニ・ハーパー・カレッジで哲学と神学を教え、ロシアのマガダンの聖ヤコブ聖書大学、聖契神学校、メリーランド大学、ノース・パーク・大学の客員教授を務めた。
1991年より東京基督教大学の教授に就任して英語と哲学を教える。1998年より2006年まで第3代学長を務める。現在東京基督教大学特任教授。また、オリーブ・ナザレ・大学で教えた。
東京基督教大学の学長在任中の業績のひとつは、ACTS-ES(英語話者のためのアジア・キリスト者神学研究)を創設したことである。このコースはリベラル・アーツ、神学、異文化研究、東アジア研究と実践的クリスチャン生活と結びついた神学士を取得できる4年コースである。このコースはアジアの生徒のために創設されたのであるが、アメリカ合衆国、ヨーロッパ、アフリカなどから学生をひきつけるほど成功した。

## 著書
- 『キリスト教世界観とリベラルアーツ―日本におけるキリスト教大学のアイデンティティ』(豊川慎訳)いのちのことば社,2006年
- 『Speaking from the Depths』(深みからの話、前提、経験、象徴主義、言語と宗教のアルフレッド・ノース・ホワイトヘッドの聖書解釈的比喩法),1990年

## 論文
- “God and Creativity: A Revisionist Proposal within a Whiteheadian Context.”(神と創造:ホワイトヘッドの文脈内での修正主義的提言) Process Studies(プロセス研究) 29.2号 (2001年):p.237-307.
- “Van Til on Autonomy.”(ヴァン・ティルの自立性) Christ and the World(キリストと世界) 9号 (1999年3月):p.91-126.
- “Is Theology Dead?”(神学は死んだか?) Christ and the World(キリストと世界) 9号 (1999年3月): p.154-160.
- "Process Thought From an Evangelical Perspective: An Appreciation and Critique." (福音主義的展望からのプロセス思想) Christian Scholar’s Review(クリスチャン学者の見解), vol. 28, no. 1 (1998秋) p. 71–89. 概要
- 『キリスト者のイスラム教案内』“The Christian’s Guide to Islam: Part Two.”(伊藤明生訳) 『キリストと世界』6号 (1996年3月):ｐ.21-56.
- “The Theological Foundations of the Christian Liberal Arts in Relation to the Distinctives of the Christian Liberal Arts College/University.”(キリスト教リベラル・アーツ大学の独自性への関係におけるキリスト教リベラル・アーツの神学的基盤) Christian Scholar’s Review(クリスチャン学者の見解) XXIV:3 (1995年3月):p.253 - 77.
- 『福音主義神学の論理』(“The Logic of Evangelical Theology.”)村山もとまさ訳 .  『宗教多元主義の探求』第11章 (宗教多元主義研究). 間瀬啓充、稲垣久和編集. (たいめいどう出版. 1995年): p.208-26.
- 『キリスト者のイスラム教案内』(“The Christian’s Guide to Islam: Part One.”)伊藤明生訳 ,『キリストと世界』 5 (1995年5月号): p.16-46.
- “The Unique Christ as the Hope and Judgment of the World.”(世界の希望と審判としてのキリストの独自性) Evangelical Review of Theology(神学の福音的見解) 17 (1993年1月): 29-53.
- “Evangelism Among Japanese Evangelicals.”(日本の福音主義者の中の福音主義) Japan Christian Review(日本キリスト者の見解) 58号 (1992年):p.53-59.
- “Theological Education and the Liberal Arts.”(神学教育とリベラル・アーツ)『キリストと世界』 2 (1992年): 1-22.
- “Toward a Theology of Evangelizing World Class Cities.”福音化された世界クラス都市の神学へ) The Japan Christian Quarterly(季刊日本クリスチャン) 57号 (1991年夏号):p.180-88.